# 思い出博物館
思い出博物館(おもいではくぶつかん)は、兵庫県神崎郡市川町にある個人博物館。

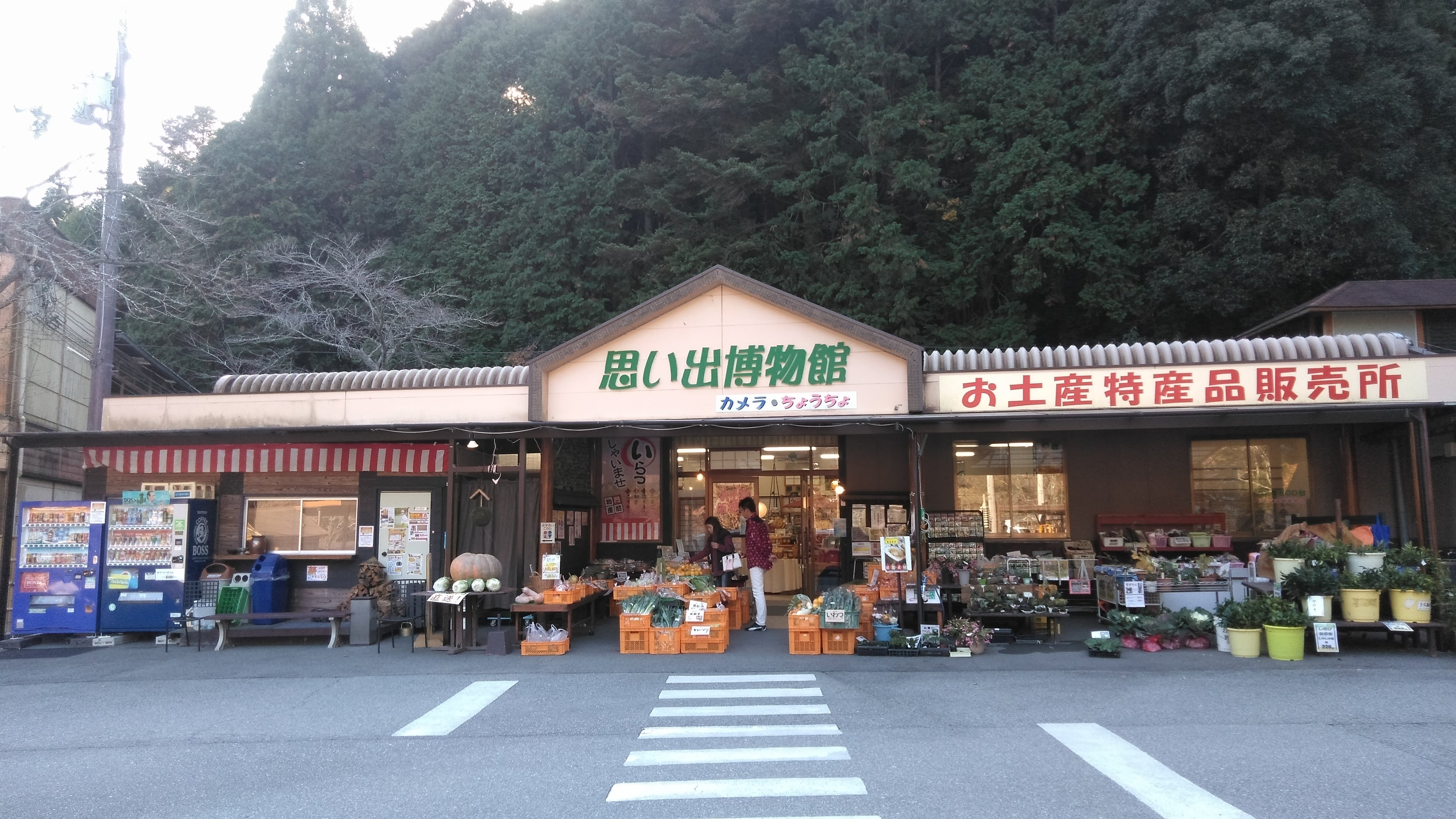
思い出博物館正面

## 概要
「なつかしカメラ館」、「ほのぼの夢蝶館」、「昭和なつかし館」、「むかしの民具館」からなる。明治・大正・昭和時代のカメラや、世界各国の蝶、昭和の時代に使われた様々な道具などが展示されている。

## 施設
- なつかしカメラ館
- ほのぼの夢蝶館
- 昭和なつかし館
- むかしの民具館

## 所在地
〒679-2301 兵庫県神崎郡市川町上牛尾

## 利用情報
- 入館料：無料
- 開館時間：10時 - 17時（土日祝日は18時まで)
- 休館日：なし